# Gare de Sainte-Colombe-sur-Seine
Pour les articles homonymes, voir Gare de Colombes (homonymie).
La gare de Sainte-Colombe-sur-Seine est une gare ferroviaire à l'intersection des anciennes lignes, de Nuits-sous-Ravières à Châtillon-sur-Seine et de Saint-Julien (Troyes) à Gray qui empruntaient ensuite un tronçon commun de quelques kilomètres jusqu'à Châtillon. Elle est située sur le territoire de la commune de Sainte-Colombe-sur-Seine, département de la Côte-d'Or en région Bourgogne-Franche-Comté en France.

## Situation ferroviaire
La gare est située au nord-est de Sainte-Colombe, à proximité immédiate de l'ancien complexe sidérurgique qu'elle a longtemps desservi. 
Alors que les voies vers le nord en direction de Troyes suivent le cours de la Seine, celles qui vont vers l'ouest en direction de Nuits-sous-Ravières traversent la dépression du fleuve grâce à un imposant viaduc suivi d'une profonde tranchée creusée dans la cuesta qui borde à cet endroit l'extrémité orientale du plateau du Tonnerrois.Les voies coupent ensuite sur le territoire communal la route départementale 118 à un passage à niveau qui était gardé.
. 

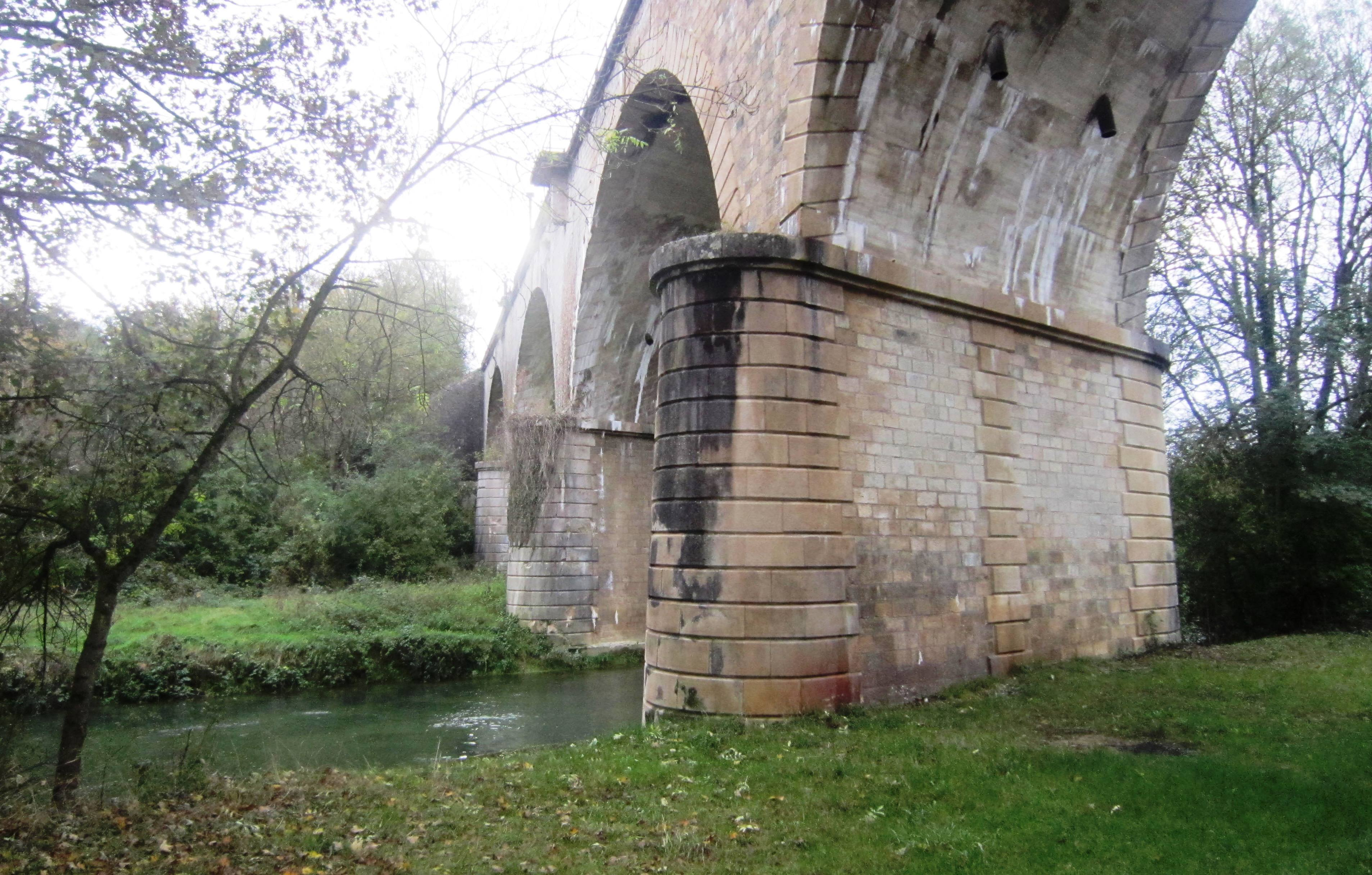
Le viaduc de Sainte-Colombe

À l'est les deux lignes se dirigent ensemble en direction de Châtillon.

## Histoire

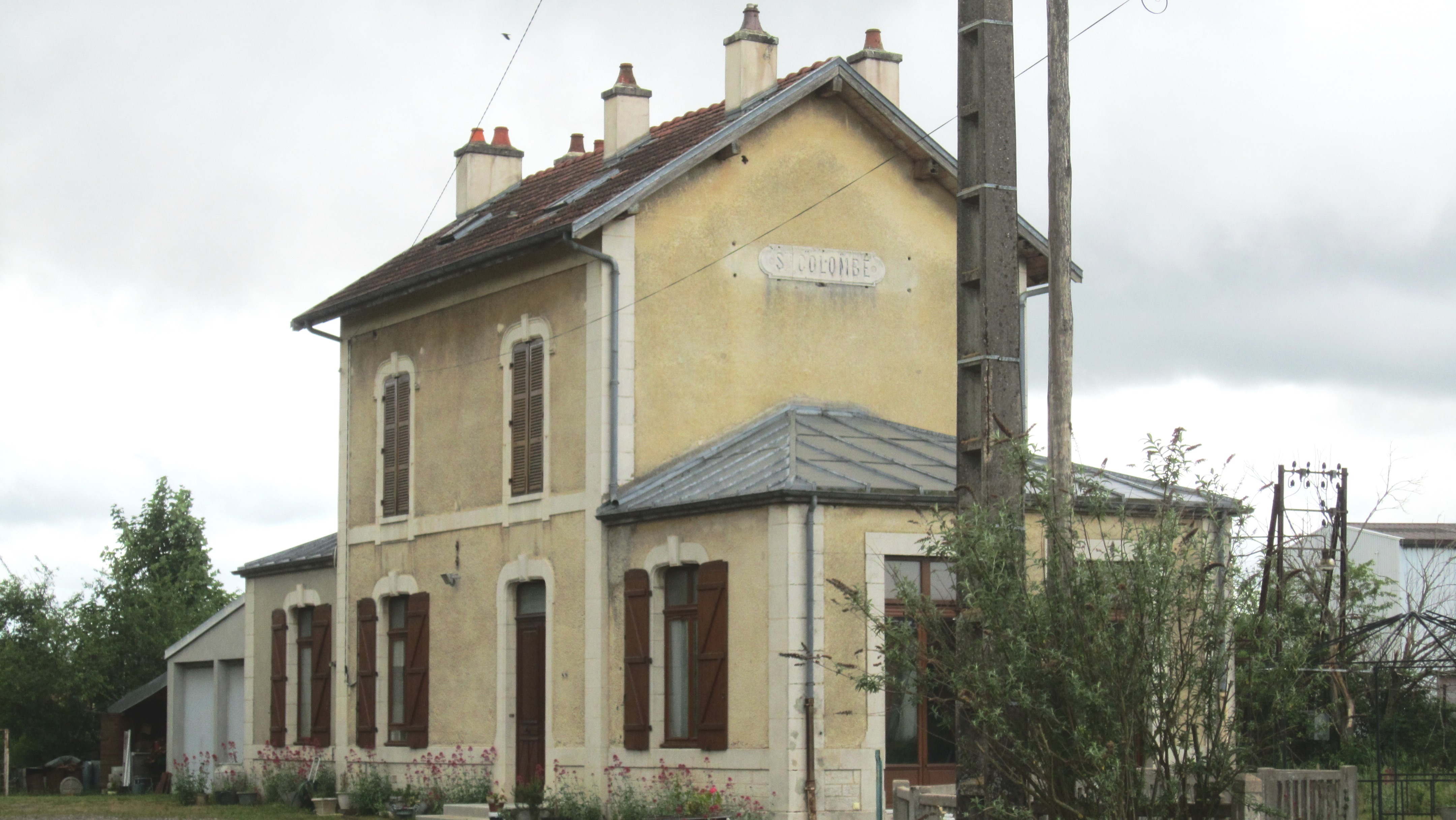
La gare en mai 2022.

La gare de Sainte-Colombe est mise en service le 26 septembre 1864 par la Compagnie des chemins de fer de Paris à Lyon et à la Méditerranée (PLM), lorsque celle-ci ouvre à l'exploitation sa ligne de Nuits-sous-Ravières à Châtillon-sur-Seine.
Avec l'abandon de la forge Marmont en 1920 et la construction à proximité immédiate de la nouvelle usine qui emploie encore 600 personnes en 1970, la gare connaît une activité intense aux heures d'entrée et de sortie des ouvriers, recrutés tout au long des deux lignes. À la suite de l'arrêt du trafic voyageurs, elle est reconvertie en résidence privée.

## Service des voyageurs
La gare est fermée au service voyageurs depuis le 31 mai 1980.

## Service des marchandises
Seule la ligne vers Nuits-sous-Ravières, également desservie par l'opérateur Europorte Proximité, reste ouverte au service du fret, essentiellement pour les céréales depuis les silos de Brion-sur-Ource et le bois depuis la gare de Châtillon.